# Крижачківський Микола Людвігович
Крижачківський Микола Людвигович (нар. 19 червня 1954 р., с. Жердя Чемеровецького району Хмельницької області, Україна — пом. 21 лютого 2006 р., м. Мелітополь, Запорізька обл.) — ректор Мелітопольського інституту механізації сільського господарства (1987—1994) ; ректор Таврійської державної агротехнологічної академії (1994—2006 рр.), кандидат технічних наук, доктор сільськогосподарських наук Польщі, професор, доктор філософії в технічних науках, академік Української академії оригінальних ідей, заслужений працівник народної освіти України.

## Біографія
Микола Людвігович Крижачківський народився 19 червня 1954 р. в селі Жерді Чемеровецького району Хмельницької області.
У 1976 році закінчив Кам'янець-Подільський сільськогосподарський інститут за спеціальністю інженер-механік. Трудовий шлях Микола Людвігович розпочав головним інженером: спочатку у радгоспі ім. Щорса Дубнівського району Рівненської області, а потім у колгоспі «Росія» Чемеровецького району Хмельницької області. У 1981 р. був призначений на посаду інженера науково-дослідного сектора Кам'янець-Подільського сільськогосподарського інституту.
У 1984 р. Крижачківський Микола Людвігович закінчив аспірантуру Харківського інституту механізації та електрифікації сільського господарства. У цьому ж році захистив кандидатську дисертацію на здобуття наукового ступеню кандидат технічних наук «Повышение качества технологического процесса пахотного агрегата с регулятором глубины обработки почвы».
З 1985 по 1987 рр. працював асистентом, старшим викладачем, завідувачем кафедри експлуатації машинно-тракторного парку Кам'янець-Подільського сільськогосподарського інституту.
У 1987 р. переїхав до м. Мелітополя, де очолив Мелітопольський інститут механізації сільського господарства (МІМСГ). Микола Людвігович реалізував себе не тільки як теоретик і практик сільськогосподарської науки, талановитий педагог-новатор, але і як умілий керівник. Мобілізувавши професорсько-викладацький склад, колектив студентів і аспірантів інституту на досягнення якісного нового рівня теоретичної та практичної підготовки фахівців, Микола Людвігович забезпечив можливість максимально високої акредитації керованого ним навчального закладу. У 1994 р. МІМСГ отримав статус Таврійської державної агротехнічної академії. Науковий рівень ректора ТДАТА, професора Миколи Крижачківського був визнаний не тільки в Україні: Микола Людвігович мав ступінь доктора сільськогосподарських наук Польщі в галузі сільськогосподарської інженерії.
Організаторські здібності, уміння перейматися проблемами та потребами людей, максимально ефективно сприяти їх вирішенню, високі особистісні морально-етичні якості визначили довіру мелітопольців, які двічі (1990, 1994) обирали Миколу Людвіговича депутатом міської ради. Також він був головою Мелітопольського відділення Всеукраїнського об'єднання демократичних сил «Злагода».
Незважаючи на напружену наукову і педагогічну діяльність, активну громадсько-політичну позицію, Микола Людвігович знаходив час для своїх захоплень, головні з яких: музика та література. Він автор п'яти поетичних збірок: «Я в мире музыки живу» (1996), «О вечном» (1999), «Легенды души» (2001), «Времена чувств» (2004), «Свет далёкой звезды» (2007).
У Мелітополі встановлено дві меморіальні дошки пам'яті Крижачківського М. Л. У 2007 році до 1 вересня — на будівлі ТДАТУ, а 22 лютого 2008 році — на будинку, де жив Микола Людвигович.

## Нагороди
М. Л. Крижачківський — доктор філософії в технічних науках, академік Української академії оригінальних ідей, заслужений працівник народної освіти України, удостоєний звання «Відмінник аграрної освіти» III ступеню. Нагороджений орденом «Знак Пошани», срібною Георгіївською медаллю «Честь. Слава. Труд». Був лауреатом обласної програми «Зоряний шлях — 99» у номінації «Діяч науки та освіти року», лауреатом всеукраїнського рейтингу «500 впливових особистостей» (2001 р.), нагороджений дипломом національного проекту «Лідери регіонів» (2002 р.).